# Mark Harden Blandford
Mark Harden Blandford (* 13. Juli 1826 im Jones County, Georgia; † 31. Januar 1902 in Columbus, Georgia) war ein US-amerikanischer Offizier, Jurist und Politiker.

## Leben
Mark Harden Blandford, Sohn von Nancy Hardin und Clarke Blandford, wurde ungefähr elfeinhalb Jahre nach dem Ende des Britisch-Amerikanischen Krieges im Jones County geboren. Sein Großvater, ebenfalls Clarke Blandford genannt, wanderte aus England in die amerikanischen Kolonien ein. Beim Ausbruch des Unabhängigkeitskrieges kehrte er nach England zurück. Dabei verließ er seine Ehefrau und drei Kinder. Diese Kinder waren Clarke, Champion und Polly. Polly heiratete einen Mr. Hardison aus Florida, während Champion unverheiratet starb. Clarke Blandford, der Vater von Mark Harden Blandford, zog von Trenton (New Jersey) nach Georgia. Er lebte eine Zeit lang in Warrenton (Jones County), bevor er nach Harris County zog, wo er als einer der ersten Stadtschreiber (county clerk) tätig war. Seine Ehefrau gehörte der Familie Hardin aus Kentucky an. Das Paar bekam drei gemeinsame Kinder: Francis, Mark Hardin und Carrie.
Mark Harden Blandford besuchte die Schule in Penfield (Greene County), welche besser bekannt war als Murphy University of Georgia. An dieser Stelle sei zu erwähnen, dass die einzige Universität in Penfield die Mercer University ist, welche 1833 dort gegründet wurde. Seine Jugendjahre waren von der Wirtschaftskrise von 1837 überschattet. Er war keine 20 Jahre alt, als der Mexikanisch-Amerikanische Krieg ausbrach. Ohne das Wissen seiner Eltern verpflichtete er sich in der US-Army. Blandford bekleidete den Dienstgrad eines Captains. Er diente in einer Kompanie unter Generalmajor Winfield Scott (1786–1866) und nahm in dieser an allen Gefechten und Schlachten während des Krieges teil. Nach dem Ende des Krieges kehrte er nach Georgia zurück. Er begann bei Colonel Thomas Hardeman (1825–1891) aus Macon (Bibb County) mit seinem Jurastudium. Aufgrund eines Sondergesetzes der Legislative erhielt er seine Zulassung als Anwalt und begann in Tazewell zu praktizieren, dem damaligen Verwaltungssitz vom Marion County. Im Laufe der Zeit etablierte er sich dort als Jurist. Seine Tätigkeit als Anwalt wurde aber durch den Ausbruch des Bürgerkrieges unterbrochen. Blandford hob eine Kompanie aus, die Buena Vista Guards, welche Teil des zwölften Regiments von Georgia wurde. Er erhielt das Kommando über diese Kompanie. Im Laufe der Zeit wurde er mehrere Male verwundet. In diesem Zusammenhang verlor er 1862 seinen rechten Arm beim Gefecht bei McDower in den Allegheny Mountains während des Jacksons Shenandoah-Feldzugs. Aufgrund dieser Verwundung schied er aus dem aktiven Dienst in der Konföderiertenarmee aus und kehrte nach Hause zurück. Bald darauf wurde er in den zweiten Konföderiertenkongress gewählt und diente dort bis zum Ende der Konföderation. Blandford zog danach nach Columbus (Muscogee County), wo er seine Tätigkeit als Anwalt wieder aufnahm. 1869 ging er eine Partnerschaft mit B.H. Thornton ein, welche später wieder aufgelöst wurde. Danach gründete er eine Kanzlei mit Lewis Garrard, welche sie unter Blandford & Garrard betrieben. 1874 wurde Blandford zum beisitzender Richter am Supreme Court of Georgia gewählt, um dort eine noch nicht abgelaufene Amtszeit zu füllen. Bei der folgenden regulären Wahl wurde er für eine volle Amtszeit gewählt. Er bekleidete diesen Posten zehn Jahre lang. Danach kehrte er nach Columbus zurück, wo er eine Partnerschaft mit Thomas Wingfield Grimes (1844–1905) einging, welche er bis zu seinem Tod 1902 aufrechterhielt. Er wurde auf dem Linwood Cemetery in Columbus beigesetzt.
Blandford war mit Sarah C. Daniel (1832–1877) verheiratet. Das Paar bekam mindestens vier gemeinsame Kinder: Robert Hall († 1904), John W. (1861–1921), Lucy May (1868–1947) und Martha Frances (1871–1871).